# Pastor-maiorquino
Pastor-maiorquino[a][b] (em castelhano:  Perro de Pastor Mallorquín), também chamado ca de bestiar(que em catalão significa "cão de gado"), é uma raça canina oriunda da Ilha Maiorca na Espanha. Considerada a mais rara entre todas as espanholas, era tida com grande apreço pelos habitantes das ilhas Baleares(da qual faz parte a ilha Maiorca). De acordo com uma teoria, estes caninos são o resultado dos cruzamentos entre pastores-de-kastia e cães locais. Antes do seu padrão ser adotado, chegou a ter a pelagem variada em coloração - enquanto modernamente só a preta é aceita. É visto como um animal forte, ágil e resistente, embora agressivo com os da própria raça. Usado como animal de caça e guarda, é dito excelente no pastoreio de ovelhas. Podendo chegar a medir 73 cm na altura da cernelha e pesar 41 kg, tem a pelagem variando em dois tamanhos: longa e curta.